# Dersenow
Dersenow är en kommun och ort i Landkreis Ludwigslust-Parchim i förbundslandet Mecklenburg-Vorpommern i Tyskland. 
Kommunen ingår i kommunalförbundet Amt Boizenburg-Land tillsammans med kommunerna Bengerstorf, Besitz, Brahlstorf, Gresse, Greven, Neu Gülze, Nostorf, Schwanheide, Teldau och Tessin bei Boizenburg.